# Ornithoglossum parviflorum
Ornithoglossum parviflorum är en tidlöseväxtart som beskrevs av Rune Bertil Nordenstam. Ornithoglossum parviflorum ingår i släktet Ornithoglossum och familjen tidlöseväxter.

## Underarter
Arten delas in i följande underarter:
- O. p. namaquense
- O. p. parviflorum